# Alstroemeria kingii
Espèce
Alstroemeria kingii est une espèce de plante à fleurs de la famille des Alstroemeriaceae, originaire du nord du Chili.

## Description
Alstroemeria kingii' est un géophyte tubéreux pérenne. Sa hauteur est d'environ 20 cm. Les fleurs  à six pétales en entonnoir sont jaunes.

## Répartition et habitat
L'aire de répartition indigène de cette espèce est le  désert d'Atacama  au Chili. Il pousse principalement dans le biome du désert ou des arbustes secs. Il est adapté aux vallées intérieurs de basse altitude. C'est par condensation qu'il capte l'eau dont il a besoin et les zones extrêmement sèches lui conviennent avec des précipitations très rares inférieures à 100 mm/an. La saison sèche dure de 8 à 12 mois et certaines années, il est possible qu'il n'y ait pas de précipitations. En pleine exposition au soleil en zones planes ou sur des pentes orientées vers le nord il protégé du soleil direct par le brouillard côtier, le camanchaca.

## Systématique
Le nom correct complet (avec auteur) de ce taxon est Alstroemeria kingii Phil..
Alstroemeria kingii a pour synonyme :
- Alstroemeria recumbens f. kingii (Phil.) Ravenna